# Stuart (Florida)
Stuart város az Amerikai Egyesült Államok Florida államában, Martin megyében, melynek megyeszékhelye is Lakosainak száma 17 425 fő (2020. április 1.).

## Népesség
A település népességének változása:

| 2010 | 15 593 |
| 2020 | 17 425 |